# 假铁秆草属
假铁秆草属（学名：Pseudanthistiria）是禾本科下的一个属，为一年生草本植物。该属共有4种，分布于印度、马来西亚。

## 下属物种
- 峨嵋假铁秆草 Pseudanthistiria emeiica S. L. Chen et T. D. Zhuang
- 假铁草 Pseudanthistiria heteroclita (Roxb. ) Hook. f.